# Cyrtodaria kurriana
Cyrtodaria kurriana är en musselart som beskrevs av Dunker 1861. Cyrtodaria kurriana ingår i släktet Cyrtodaria och familjen Hiatellidae. Inga underarter finns listade i Catalogue of Life.